# یسان
یسان (به لاتین: Yesan County) یک منطقهٔ مسکونی در کره جنوبی است که در استان چونگچانگ جنوبی واقع شده‌است. یسان ۵۴۳٫۰۹ کیلومتر مربع مساحت و ۱۰۰٬۶۰۲ نفر جمعیت دارد.

## خواهرخوانده
شهر ناکسویل، تنسی خواهرخواندهٔ یسان هست.